# The Avengers (film 1950)
The Avengers è un film del 1950 diretto da John H. Auer.

## Trama
Nell'Argentina coloniale del XVII secolo, mentre cerca di trovare l'assassino di suo padre, l'avventuriero Francisco Suarez si confronta con il colonnello Luis Corral, che cerca di usurpare il seggio di governatore. Il colonnello dovrebbe sposare Maria Moreno, di cui Suarez si innamora.

## Produzione
Il film, che fu prodotto dalla Republic Pictures, segna il debutto hollywoodiano dell'attore argentino Fernando Lamas, che aveva già girato una quindicina di film in patria.

## Distribuzione
Distribuito dalla Republic Pictures
Data di uscita
- USA:	10 giugno 1950	 (Los Angeles, California)
- USA:	26 giugno 1950
- Finlandia:	29 dicembre 1950
- Australia:	20 aprile 1951
- Francia:	12 settembre 1951	 (Parigi)
- Portogallo:	18 marzo 1952
- Austria:	dicembre 1954

Titoli
- Les mousquetaires de la vengeance	Belgio (titolo Francese) / Francia
- Das Schwert der Rache	 Austria
- De musketier der wraak 	Belgio (titolo Fiammingo)
- Espanjalaista verta  	Finlandia
- Fidalgo Aventureiro	Portogallo
- Het zwaard der vergelding    	Paesi Bassi
- Los vengadores	Argentina